# Composizioni di Darius Milhaud

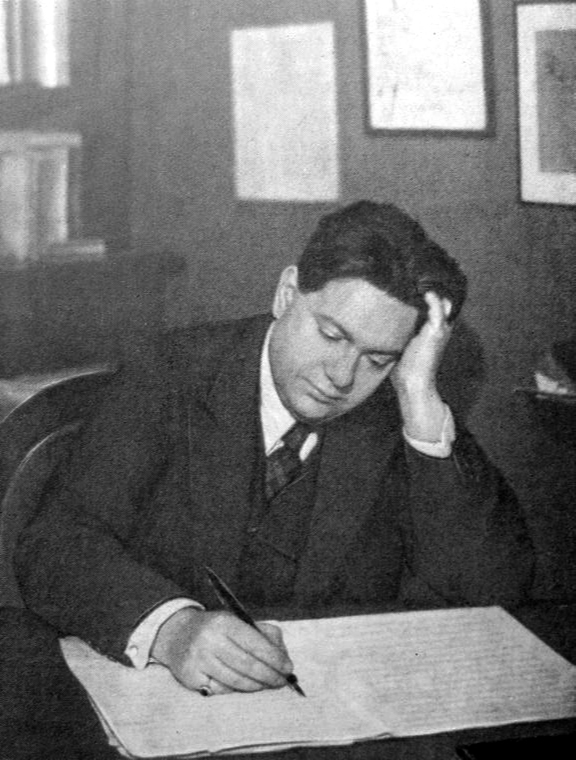
Milhaud nel 1926.

Lista delle composizioni di Darius Milhaud (1892-1974), ordinate per genere.

## Opera
- La brebis égarée, Op.4 (1910–1914); 3 atti, 20 scene; libretto di Francis Jammes; première 1923
- Les euménides, Op.41 (1917–1923); L'Orestie d'Eschyle (Terza parte dell'Orestea); 3 atti; libretto di Paul Claudel da Eschilo
- Les malheurs d'Orphée, Op.85 (1924); opera da camera in 3 atti; libretto di Armand Lunel; première 1926
- Esther de Carpentras, Op.89 (1925–1926); opera buffa in 2 atti; libretto di Armand Lunel; première 1937
- Le pauvre matelot, Op.92 (1926); 'complainte' 3 atti; libretto di Jean Cocteau; première 1927
- 3 Opéras-minutes
  1. L'enlèvement d'Europe, Op.94 (1927); 1 atto, 8 scene; libretto di Henri Hoppenot
  2. L'abandon d'Ariane, Op.98 (1927); 1 atto, 5 scene; libretto di Henri Hoppenot
  3. Le délivrance de Thésée, Op.99 (1927); 1 atto, 6 scene; libretto di Henri Hoppenot
- Christophe Colomb, Op.102 (1928, revised 1968); 2 parti, 27 scene; libretto di Paul Claudel
- Maximilien, Op.110 (1930); historic opera in 3 atti, 9 scene; libretto di R.S. Hoffman da "Juarez et Maximilien" di Franz Werfel; première 1932
- L'opéra du gueux, Op.171 (1937); ballad opera in 3 atti; libretto di Henri Fluchère da L'opera del mendicante (1728)
- Médée, Op.191 (1938); 1 atto, 3 scene; libretto di Madeleine Milhaud (sua cugina e moglie); première 1939
- Bolivar, Op.236 (1943); 3 atti, 11 scene; libretto di Madeleine Milhaud da Jules Supervielle
- David, Op.320 (1952–1953);  2 parti, 5 atti; libretto di Armand Lunel; scritta per i 3000 anni di fondazione della città di Gerusalemme nella quale l'opera fu rappresentata in forma di concerto nel 1954; venne rappresentato al Teatro alla Scala di Milano nel 1955 con Italo Tajo
- Fiesta, Op.370 (1958); 1 atto; libretto di Boris Vian
- La Mère coupable, Op.412 (1964–1965); 3 atti; libretto di Madeleine Milhaud dal dramma omonimo di Pierre-Augustin Caron de Beaumarchais; première 1966
- Saint-Louis, roi de France, Op.434 (1970); opera-oratorio in 2 parti; libretto di Henri Daublier e Paul Claudel; première 1972

## Balletti
- L'homme et son désir, Op.48 (1918), per quattro cantanti, solo legni, percussioni e archi; soggetto di Paul Claudel
- Le bœuf sur le toit, Op.58 (1919); soggetto di Jean Cocteau
- Les Mariés de la Tour Eiffel: solo i brani Marche nuptiale e Fugue du massacre, Op.70 (1921, revised 1971); balletto-show; soggetto di Jean Cocteau
- La création du monde, Op.81 (1923); per piccola orchestra; soggetto di Blaise Cendrars
- Salade, Op.83 (1924); balletto chanté in 2 atti; soggetto di Albert Flament
- Le train bleu, Op.84 (1924); opérette dansée; soggetto di Jean Cocteau
- Polka, Op.95 (1927); per il balletto per bambini L'Éventail de Jeanne al quale presero parte 10 compositori francesi
- La bien-aimée, Op.101 (1928); per pleyela e orchestra, da brani di Franz Schubert e Franz Liszt; 1 atto; soggetto di Aleksandr Nikolaevič Benois
- Les songes, Op.124 (1933); soggetto di André Derain
- Moyen âge fleuri (Suite provençale), Op.152d (1936)
- Moïse, Op.219 (1940); balletto symphonique; anche per orchestra: Opus Americanum No.2, Op.219b
- Jeux de printemps, Op.243b (1944); dal lavoro per orchestra
- Suite française, Op.254 (1945); versione originale per banda, Op.248 (1944)
- Les cloches (The Bells), Op.259 (1946); dal poema di Edgar Allan Poe
- ’Adame Miroir, Op.283 (1948); per 16 strumenti; soggetto di Jean Genet
- La cueillette des citrons, Op.298b (1949–1950); intermède provençal
- Vendanges, Op.317 (1952); soggetto di Philippe de Rothschild
- La rose des vents, Op.367 (1957); soggetto di Albert Vidalie
- La branche des oiseaux, Op.374 (1958–1959); soggetto di André Chamson

## Composizioni per orchestra
- Suite symphonique No.1, Op.12 (1913–1914); dall'opera La brebis égarée, Op.4 (1910–1914)
- Symphonie de chambre (Little Sinfonia) No.1 "Le printemps", Op.43 (1917)
- Symphonie de chambre (Little Sinfonia) No.2 "Pastorale", Op.49 (1918)
- Suite symphonique No.2, Op.57 (1919); dalla musica per il teatro Protée, Op.17 (1913–1919)
- Sérénade en trois parties, Op.62 (1920–1921)
- Saudades do Brasil, Op.67b (1920–1921); originale per pianoforte
- Symphonie de chambre (Little Sinfonia) No.3 "Sérénade", Op.71 (1921)
- Symphonie de chambre (Little Sinfonia) No.4 "Dixtour", Op.74 (1921)
- Symphonie de chambre (Little Sinfonia) No.5 "Dixtour d'strumenti à vent", Op.75 (1922)
- 3 Rag Caprices, Op.78 (1922); originale per pianoforte
- Symphonie de chambre (Little Sinfonia) No.6, Op.79 (1923)
- 2 Hymnes, Op.88b (1925)
- Suite provençale, Op.152c (1936); dalla musica per il teatro Bertran de Born
- Le carnaval de Londres, Op.172 (1937)
- L'oiseau, Op.181 (1937)
- Cortège funèbre, Op.202 (1939); dalla colonna sonora del film Espoir
- Fanfare, Op.209 (1939)
- Sinfonia No.1, Op.210 (1939)
- Indicatif et marche pour les bons d'armement, Op.212 (1940)
- Opus Americanum No.2, Op.219b (1940); dal balletto Moïse, Op.219 (1940)
- Introduction et allegro, Op.220 (1940); da Couperin: La sultane
- 4 Ésquisses (4 Sketches), Op.227 (1941); originale per pianoforte
- Fanfare de la liberté, Op.235 (1942)
- Jeux de printemps, Op.243 (1944); anche balletto
- La muse ménagère, Op.245 (1945); originale per pianoforte
- Sinfonia No.2, Op.247 (1944)
- Le bal martiniquais, Op.249 (1944); anche per 2 pianoforti
- 7 Danses sur des airs palestiniens, Op.267 (1946–1947)
- Sinfonia No.3 "Te Deum" per coro e orchestra, Op.271 (1946)
- Sinfonia No.4 "Composée á l'occasion de Centenaire de la Révolution de 1848", Op.281 (1947)
- Paris, Op.284 (1948); anche per 4 pianoforti
- Kentuckiana-Divertissement, Op.287 (1948); anche per 2 pianoforti
- Sinfonia No.5, Op.322 (1953)
- Suite campagnarde, Op.329 (1953)
- Ouverture méditerranéenne, Op.330 (1953)
- Sinfonia No.6, Op.343 (1955)
- Sinfonia n. 7, Op. 344 per grande orchestra (1956) nell'Orchestra Hall di Chicago diretta da Fritz Reiner
- La couronne de Marguerite (Valse en forme de rondo), Op.353 (1956); originale per pianoforte
- Le globe-trotter, Op.358 (1956–1957); originale per pianoforte
- Les charmes de la vie (Hommage à Watteau), Op.360 (1957); originale per pianoforte
- Aspen sérénade per orchestra da camera, Op.361 (1957)
- Sinfonia No.8 "Rhodanienne", Op.362 (1957)
- Sinfonia No.9, Op.380 (1959)
- Sinfonia No.10, Op.382 (1961) a Portland diretta da Piero Bellugi
- Sinfonia No.11 "Romantique", Op.384 (1960)
- Les funérailles de Phocion (Hommage à Poussin), Op.385 (1960)
- Aubade, Op.387 (1960)
- Sinfonia No.12 "Rurale", Op.390 (1961)
- Ouverture philharmonique, Op.397 (1962)
- A Frenchman in New York, Op.399 (1962)
- Meurtre d'un grand chef d'état, Op.405 (1963); dedicato a John Fitzgerald Kennedy
- Ode pour les morts des guerres, Op.406 (1963)
- Music per Boston, Op.414 (1965)
- Musique pour Prague, Op.415 (1965)
- Musique pour l'Indiana, Op.418 (1966)
- Musique pour Lisbonne, Op.420 (1966)
- Musique pour la Nouvelle-Orléans, Op.422 (1966)
- Promenade concert, Op.424 (1967)
- Symphonie pour l'univers claudélien, Op.427 (1968)
- Musique pour Graz, Op.429 (1968–1969)
- Suite en G, Op.431 (1969)
- Musique pour Ars Nova, Op.432 (1969)
- Musique pour San Francisco, Op.436 (1971)
- Ode pour Jérusalem, Op.440 (1972)

### Orchestra d'archi
- Mills Fanfare, Op.224 (1941)
- Pensée amicale, Op.342 (1955)
- Symphoniette, Op.363 (1957)

### Ensemble di fiati
- Suite française, Op.248 (1944); anche per orchestra; adattato come balletto, Op.254 (1945)
  1. Normandie
  2. Bretagne
  3. Île de France
  4. Alsace-Lorraine
  5. Provençe
- 2 Marches pour la libération , Op.260 (1945–1946)
  1. In memoriam; dedicato alle vittime di Pearl Harbor
  2. Gloria victoribus; marcia per la vittoria della Seconda guerra mondiale
- West Point Suite, Op.313 (1954)
- Musique de théâtre, Op.334b (1954–1970); dalla musica per il teatro Saül, Op.334
- Fanfare per brass ensemble (4 corni, 3 trombe, 3 tromboni e tuba), Op.396 (1962)
- Introduction et Marche funèbre

## Concertante

### Pianoforte
- Poème sur un cantique de Camargue per pianoforte e orchestra, Op.13 (1913)
- Ballade per pianoforte e orchestra, Op.61 (1920)
- 5 Études per pianoforte e orchestra, Op.63 (1920)
- 3 Rag Caprices per pianoforte e piccola orchestra, Op.78 (1922); anche per pianoforte solo
- Le carnaval d'Aix, Fantasia per pianoforte e orchestra, Op.83b (1926); dal balletto Salade, Op.83
- Concerto No.1 per pianoforte e orchestra, Op.127 (1933)
- Fantaisie pastorale per pianoforte e orchestra, Op.188 (1938)
- Concerto No.2 per pianoforte e orchestra, Op.225 (1941)
- Concerto No.1 per 2 pianoforti e orchestra, Op.228 (1941)
- Concerto No.3 per pianoforte e orchestra, Op.270 (1946)
- Suite concertante per pianoforte e orchestra, Op.278a (1952); dal Concerto per marimba, vibrafono e orchestra, Op.278 (1947)
- Concerto No.4 per pianoforte e orchestra, Op.295 (1949)
- Suite per 2 pianoforti e orchestra, Op.300 (1950 diretta da Hermann Scherchen al Gran Teatro La Fenice di Venezia)
- Concertino d'automne per 2 pianoforti e 8 strumenti, Op.309 (1951)
- Concerto No.5 per pianoforte e orchestra, Op.346 (1955)
- Concert de chambre per pianoforte e orchestra da camera (quintetto a fiati e quintetto d'archi), Op.389 (1961)
- Concerto No.2 per 2 pianoforti e 4 percussionisti, Op.394 (1961)

### Violino
- Music per Boston per violino e orchestra da camera, Op.41 (1917)
- Cinéma fantaisie per violino e orchestra da camera, Op.58b (1919); anche per violino e pianoforte; da Le bœuf sur le toit
- Concerto No.1 per violino e orchestra, Op.93 (1927)
- Concertino de printemps per violino e orchestra da camera, Op.135 (1934)
- Concerto No.2 per violino e orchestra, Op.263 (1946)
- Concerto No.3 "Concert royal" per violino e orchestra, Op.373 (1958)

### Viola
- Concerto No.1 per viola e orchestra, Op.108 (1929)
- Air per viola e orchestra, Op.242 (1944); dalla Viola Sonata No.1, Op.240
- Concertino d'été per viola e orchestra da camera, Op.311 (1951)
- Concerto No.2 per viola e orchestra, Op.340 (1954–1955)

### Violoncello
- Concerto No.1 per violoncello e orchestra, Op.136 (1934)
- Concerto No.2 per violoncello e orchestra, Op.255 (1945)
- Suite cisalpine sur des airs populaires piémontais per violoncello e orchestra, Op.332 (1954)

### Altri
- Scaramouche per sassofono contralto e orchestra, Op.165 (1937); per clarinetto e orchestra (1939); anche per 2 pianoforti, Op.165b (1937); dalla musica per il teatro Le médécin volant, Op.165
  1. Vif
  2. Modéré
  3. Brazileira
- Concerto per percussioni e piccola orchestra, Op.109 (1929–1930)
- Concerto per flauto, violino e orchestra, Op.197 (1938–1939)
- Concerto per clarinetto e orchestra, Op.230 (1941)
- Suite anglaise per harmonica (o violino) e orchestra, Op.234 (1942)
- Concerto per marimba, vibrafono e orchestra, Op.278 (1947)
- L'apothéose de Molière, Suite per clavicembalo con flauto, oboe, clarinetto, fagotto e orchestra d'archi, Op.286 (1948)
- Concerto per harp e orchestra, Op.323 (1953)
- Concertino d'hiver per trombone e orchestra d'archi, Op.327 (1953)
- Concerto per oboe e orchestra, Op.365 (1957)
- Symphonie concertante per fagotto, corno, tromba, contrabbasso e orchestra, Op.376 (1959)
- Concerto per clavicembalo e orchestra, Op.407 (1964)
- Stanford sérénade per oboe solo e 11 strumenti, Op.430 (1969)

## Musica da camera e strumentale

### Violino
- Sonata No.1 per violino e pianoforte, Op.3 (1911)
- Le printemps per violino e pianoforte, Op.18 (1914)
- Sonata No.2 per violino e pianoforte, Op.40 (1917)
- Cinéma fantaisie per violino e pianoforte, Op.58b (1919); anche per violino e orchestra da camera; da Le bœuf sur le toit
- Impromptu per violino e pianoforte, Op.91 (1926)
- 3 Caprices de Paganini per violino e pianoforte, Op.97 (1927)
- Dixième sonate de Baptist Anet in D Major, Op.144 (1935); libera trascrizione per violino e clavicembalo
- Sonatina per 2 violini, Op.221 (1940)
- Danses de Jacaremirim per violino e pianoforte, Op.256 (1945); 3 pezzi
- Sonata per violino e clavicembalo, Op.257 (1945)
- Duo per 2 violini, Op.258 (1945)
- Farandoleurs per violino e pianoforte, Op.262 (1946)
- Sonatina pastorale per violino solo, Op.383 (1960)

### Viola
- 4 Visages per viola e pianoforte, Op.238 (1943)
- Sonata No.1 sur des thèmes inédits et anonymes de XVIIIe siècle, per viola e pianoforte, Op.240 (1944)
- Sonata No.2 per viola e pianoforte, Op.244 (1944)
- Élégie per viola e pianoforte, Op.251 (1945)
- Élégie pour Pierre per viola, timpani e 2 percussionisti, Op.416 (1965)

### Violoncello
- Élégie per violoncello e pianoforte, Op.251 (1945)
- Sonata per violoncello e pianoforte, Op.377 (1959)

### Chitarra
- Ségoviana, Op.366 (1957)

### Arpa
- Sonata, Op.437 (1971)

### Legni
- Sonatina per flauto e pianoforte, Op.76 (1922)
- Sonatina per clarinetto e pianoforte, Op.100 (1927)
- Exercice musical per pipeau, Op.134 (1934)
- 2 Ésquisses per clarinetto e pianoforte, Op.227 (1941)
- Caprice, Danse, Églogue per clarinetto (o sassofono, o flauto) e pianoforte, Op.335 (1954)
- Sonatina per oboe e pianoforte, Op.337 (1954)
- Duo Concertante per clarinetto e pianoforte, Op.351 (1956)

### Duo
- Sonatina per violino e viola, Op.226 (1941)
- Sonatina per violino e violoncello, Op.324 (1953)
- Sonatina per viola e violoncello, Op.378 (1959)

### Trio
- Sonata per two violini e pianoforte, Op.15 (1914)
- Pastorale per oboe, clarinetto e fagotto, Op.147 (1935)
- Suite per violino, clarinetto e pianoforte, Op.157b (1936); dalla musica per il teatro Le voyageur sans bagage, Op.157
- Suite d'après Corrette per oboe, clarinetto e fagotto, Op.161b (1937); dalla musica per il teatro Jules César, Op.158 (1936)
- Sonatine à 3 per trio d'archi, Op.221b (1940)
- String Trio, Op.274 (1947)
- Fanfare (150 mesures pour les 150 ans de la maison Heugel) per 2 trombe e 1 trombone, Op.400 (1962)
- Piano Trio, Op.428 (1968)

### Quartetti
- Quartetto d'archi No.1, Op.5 (1912)
- Quartetto d'archi No.2, Op.16 (1914–1915)
- Quartetto d'archi No.3 con solo voce, Op.32 (1916); poesia di Léo Latil
- Quartetto d'archi No.4, Op.46 (1918)
- Sonata per flauto, oboe, clarinetto e pianoforte, Op.47 (1918)
- Quartetto d'archi No.5, Op.64 (1920)
- Quartetto d'archi No.6, Op.77 (1922)
- Quartetto d'archi No.7, Op.87 (1925)
- Quartetto d'archi No.8, Op.121 (1932)
- Quartetto d'archi No.9, Op.140 (1935)
- La reine de Saba per quartetto d'archi, Op.207 (1939)
- Quartetto d'archi No.10 Anniversaire ("Birthday Quartet"), Op.218 (1940)
- Quartetto d'archi No.11, Op.232 (1942)
- Quartetto d'archi No.12, Op.252 (1945)
- Quartetto d'archi No.13, Op.268 (1946)
- Quartetto d'archi No.14, Op.291 No.1 (1948–1949); Il quattordicesimo e quindicesimo quartetto possono essere eseguiti separatamente o contemporaneamente come ottetto d'archi.
- Quartetto d'archi No.15, Op.291 No.2 (1948–1949)
- Quartetto d'archi No.16, Op.303 (1950)
- Quartetto d'archi No.17, Op.307 (1950)
- Quartetto d'archi No.18, Op.308 (1950)
- Piano Quartet, Op.417 (1966)
- Homage à Igor Stravinsky per quartetto d'archi, Op.435 (1971)
- 3 Études sur des thèmes du Comtat Venaissin per quartetto d'archi, Op.442 (1973)

### Quintetti
- La cheminée du roi René, Suite per quintetto a fiati, Op.205 (1939); 7 pezzi
- 4 Ésquisses (4 Sketches) per quintetto a fiati, Op.227b (1941); originale per pianoforte
- Les rêves de Jacob, Dance Suite per oboe, violino, viola, violoncello e contrabbasso, Op.294 (1949)
- Divertissement per quintetto a fiati, op.299b (1958); dalla colonna sonora Gauguin, Op.299
- Quintetto No.1 per 2 violini, viola, violoncello e pianoforte, Op.312 (1950)
- Quintetto No.2 per 2 violini, viola, violoncello e contrabbasso, Op.316 (1952)
- Quintetto No.3 per 2 violini, 2 viole e violoncello, Op.325 (1953–1954)
- Quintetto No.4 per 2 violini, viola e 2 violoncelli, Op.350 (1956)
- Quintetto a fiati, Op.443 (1973)

### Sestetto e settetto
- Sestetto d'archi, Op.368 (1958)
- Settetto d'archi per 2 violini, 2 viole, 2 violoncelli e contrabbasso, Op.408 (1964); Il secondo movimento del sestetto intitolato 'Etude in controlled chance' è un raro esempio della tecnica aleatoria nelle composizioni di Milhaud.

## Tastiera

### Organo
- Sonata, Op.112 (1931)
- Pastorale, Op.229 (1941)
- 9 Préludes, Op.231b (1942); dalla musica per il teatro L'annonce faite à Marie, Op.231
- Petite suite, Op.348 (1955)

### Pianoforte
- Suite, Op.8 (1913)
- Mazurka (1914); pubblicata nell'Album des six (1920)
- Variations sur un thème de Cliquet, Op.23 (1915)
- Printemps, Libro I, Op.25 (1915–1919)
- Sonata No.1, Op.33 (1916)
- Printemps, Libro II, Op.66 (1919–1920)
- Saudades do Brasil, Op.67 (1920–1921); 12 pezzi; anche orchestrato
- Caramel Mou, Op.68 (1920); anche arrangiato per voce e jazz band
- 3 Rag-Caprices, Op.78 (1922); anche orchestrato
- Choral, Op.111 (1930)
- L'automne, Op.115 (1932); 3 pezzi
- L'album de Madame Bovary, Op.128b (1933); dalla colonna sonora del film Madame Bovary, Op.128
- 3 Valses, Op.128c (1933); dalla colonna sonora del film Madame Bovary, Op.128
- 4 Romances sans paroles, Op.129 (1933)
- Promenade (Le tour de l'exposition), Op.162 (1933, revisione 1937)
- Touches blanches, Easy Pieces, Op.222 No.1 (1941)
- Touches noires, Easy Pieces, Op.222 No.2 (1941)
- Choral (Hommage à Paderewski) (1941)
- 4 Ésquisses (4 Sketches), Op.227 (1941); anche orchestrato e per quintetto a fiati
- La libertadora, Op.236 (1943); anche per 2 pianoforti
- La muse ménagère, Op.245 (1944); 15 pezzi; anche orchestrato
- Une journée, Op.269 (1946); 5 pezzi
- Méditation, Op.277 (1947)
- L'enfant aime, Suite "A Child Loves", Op.289 (1948); 5 pezzi
- Sonata No.2, Op.293 (1949)
- Jeu, Op.302 (c.1950); published nell'album Les contemporains
- Le candélabre à sept branches, Op.315 (1951); 7 pezzi
- Accueil amical, 17 Pieces per Children, Op.326 (1944–1948)
- Hymne de glorification, Op.331 (1953–1954)
- La couronne de Marguerite (Valse en forme de rondo), Op.353 (1956); anche orchestrato
- Sonatina, Op.354 (1956), 1956;
- Le globe-trotter, Op.358 (1956); 6 pezzi; anche orchestrato
- Les charmes de la vie (Hommage à Watteau), Op.360 (1957); anche orchestrato
- Six danses en trois mouvements, Op.433 (1969–1970); anche per 2 pianoforti

### Piano a quattro mani
- Enfantines, Suite da 3 poèmes de Jean Cocteau, Op.59a (1920); 3 pezzi

### 2 Pianoforti
- Le bœuf sur le toit, Op.58a (1919); dal balletto
- Scaramouche, Op.165b (1937); dalla musica per il teatro Le médécin volant, Op.165
- La libertadora, Op.236a (1943); 5 pezzi; anche per pianoforte
- Les songes, Op.237 (1943); 3 pezzi; dal balletto, Op.124 (1933)
- Le bal martiniquais, Op.249 (1944); 2 pezzi; anche orchestrato
- Carnaval à la Nouvelle-Orléans, Op.275 (1947); 4 pezzi
- Kentuckiana, divertissement sur 20 airs du Kentucky, Op.287 (1948); anche orchestrato
- Six danses en trois mouvements, Op.433 (1969–1970); anche per pianoforte

### 4 Pianoforti
- Paris per 4 pianoforti, Op.284 (1948); anche orchestrato

## Lavori per i bambini
- À propos de bottes, Storia musicale per bambini, per voce, coro misto e pianoforte (o violino e violoncello), Op.118 (1932); parole di René Chalupt
- Un petit peu de musique, opera musicale per coro di voci bianche e pianoforte, Op.119 (1932); parole di Armand Lunel
- Un petit peu d'exercice, opera musicale per coro di voci bianche e pianoforte, Op.133 (1934); parole di Armand Lunel
- Récréation, 4 canzoni infantili per voce e pianoforte, Op.195 (1938); parole di Jacqueline Kriéger
- Sornettes, Op.214 (1940); parole di Frédéric Mistral
- Deux chansons d'enfants (2 Children's Songs) per coro di voci bianche e pianoforte, Op.217 (1940); parole di Henri Fluchère
  1. Cours de solfège
  2. Papillon, papillonette!
- Touches noirs, touches blanches per pianoforte, Op.222 (1941)
- Acceuil amical (Friendly Welcome) per pianoforte, Op.326 (1944–1948)
- Une journée per pianoforte, Op.269 (1946)
- L'enfant aime (A Child Loves), 5 pezzi per pianoforte, Op.289 (1948)
- Service pour la veille du sabbat per coro di voci bianche e organo, Op.345 (1955); testo biblico

## Per coro
- Psaume 136 per baritono, coro e orchestra, Op.53 No.1 (1918); traduzione di Paul Claudel
- Psaume 121 (conosciuto anche come Psaume 126 [Vulgata 126]) per coro virile a cappella, Op.72 (1921); traduzione di Paul Claudel; scritto per il Harvard Glee Club e il loro tour in Europa del 1921
- Cantate pour louer le Seigneur per solisti, coro, coro di voci bianche, organo e orchestra, Op.103 (1928); testi: Salmi 117, 121, 123, 150
- 2 Poèmes extraits de l'anthologie nègre de Blaise Cendrars per quartetto vocale o coro e orchestra da camera, Op.113 (1932); testo di Blaise Cendrars
- 2 Élégies romaines per quartetto vocale femminile o coro femminile, Op.114 (1932); testo di Johann Wolfgang von Goethe
- La mort du tyran per coro misto, flauto, clarinetto, tuba e percussioni, Op.116 (1932); testo di Lampride, traduzione di D. Diderot
- Adages, 16 canzoni per quartetto vocale, coro e orchestra da camera (o pianoforte), Op.120c (1932); parole di André de Richaud
- Devant sa main nue per coro femminile o quartetto vocale, Op.122 (1933); parole di Marcel Raval
- Pan et la Syrinx, Cantata per soprano, baritono, coro misto, flauto, oboe, contralto sassofono, fagotto e pianoforte, Op.130 (1934); parole principalmente di Paul Claudel
- Les amours de Ronsard, 4 canzoni per coro misto o quartetto vocale e orchestra da camera, Op.132 (1934)
- Cantique du Rhône, 4 canzoni per coro o quartetto vocale, Op.155 (1936); parole di Paul Claudel
- Cantate de la paix per coro virile e coro di voci bianche, Op.166 (1937); parole di Paul Claudel
- Main tendue à tous per coro misto a cappella, Op.169 (1937); parole di Charles Vildrac
- Les deux cités, Cantata per coro misto a cappella, Op.170 (1937); parole di Paul Claudel
- Quatre chants populaires de Provence per coro misto e orchestra, Op.194 (1938)
- 3 Incantations per coro virile a cappella, Op.201 (1939); poesie azteche di Alejo Carpentier
- Quatrains valaisans per coro misto a cappella, Op.206 (1939); parole di Rainer Maria Rilke
- Cantate de la guerre per coro misto a cappella, Op.213 (1940); parole di Paul Claudel
- Borechou – Schema Israël (Bless Ye the Lord – O Hear, Israel) per cantore, coro e organo, Op.239 (1944); testo biblico
- Kaddish (Prière pour les morts) per cantor, coro e organo, Op.250 (1945); testo biblico
- Pledge to Mills per coro misto unisono e pianoforte, Op.261 (1945); parole di George Percy Hedley
- 6 Sonnets composés au secret per coro o quartetto vocale, Op.266 (1946); testo di Jean Cassou
- Sinfonia No.3 "Te Deum" per coro e orchestra, Op.271 (1946)
- Service sacré pour le samedi matin per baritono, voce recitante, coro e orchestra o organo, Op.279 (1947); testo biblico
- Lekha Dodi (L'choh dodi) per cantor, coro e organo, Op.290 (1948); testo ebraico
- Naissance de Vénus, Cantata per coro misto a cappella, Op.292 (1949); parole di Jules Supervielle
- Barba Garibo, Cantata per coro misto e orchestra, Op.298 (1949–1950); parole di Armand Lunel
- Cantate des proverbes per coro femminile, oboe, violoncello e clavicembalo, Op.310 (1950); testo biblico
- Les miracles de la foi, Cantata per tenore, coro e orchestra, Op.314 (1951); testo biblico da Daniel
- Le château de feu, Cantata per coro e orchestra, Op.338 (1954); testo di Jean Cassou; scritto in memoria della Shoah
- 3 Psaumes de David per coro misto a cappella, Op.339 (1954)
- 2 Poèmes de Louise de Vilmorin per coro o quartetto vocale, Op.347 (1955); parole di Louise Leveque de Vilmorin
- Le mariage de la feuille et du cliché per solisti, coro, orchestra e registratore, Op.357 (1956); testo di Max Gérard
- La tragédie humaine per coro e orchestra, Op.369 (1958); testo di Agrippa d'Aubigné
- 8 Poèmes de Jorge Guillén per coro misto a cappella, Op.371 (1958); parole di Jorge Guillén
- Cantate de la croix de Charité per solisti, coro, coro di voci bianche e orchestra, Op.381 (1959–1960); testo di Loys Masson
- Cantate sur des textes de Chaucer per coro e orchestra, Op.386 (1960); testo di Geoffrey Chaucer
- Cantate de l'initiation per coro misto e orchestra (o organo), Op.388 (1960); Hebrew e French liturgical testo
- Traversée per coro misto, Op.393 (1961); parole di Paul Verlaine
- Invocation à l'ange Raphaël, Cantata per doppio coro femminile e orchestra, Op.395 (1962); parole di Paul Claudel
- Caroles, Cantata per coro e 4 gruppi strumentali, Op.402 (1963); testo di Charles d'Orléans
- Pacem in terris, Sinfonia corale per contralto, baritono, coro e orchestra, Op.404 (1963); testo di Pope John XXIII
- Cantate de Job (Cantata da Job) per baritono, coro e organo, Op.413 (1965); testo biblico
- Promesse de Dieu per coro misto a cappella, Op.438 (1971–1972); testo biblico
- Les momies d'Égypte, Choral Comedy per coro misto a cappella, Op.439 (1972); testo di Jean-François Regnard
- Ani maamin, un chant perdu et retrouvé per soprano, 4 voci recitanti, coro e orchestra, Op.441 (1972); testo di Elie Wiesel

## Vocale

### Voce sola
- Cantique de Notre-Dame de Sarrance, Op.29 (1915); parole di Francis Jammes

### Voce e organo
- 5 Prières per voce e organo (o pianoforte), Op.231c (1942);testo liturgico latino adattato da Paul Claudel
- Ecoutez mes enfants per voce e organo, Op.359 (1957)

### Voce e pianoforte
- Désespoir, Op.33 (1909); parole di Armand Lunel
- Poèmes de Francis Jammes, 2 Sets, Op.1 (1910–1912); parole di Francis Jammes
- 3 Poèmes de Léo Latil, Op.2 (1910–1916); parole di Léo Latil
- Poèmes de Francis Jammes, Set 3, Op.6 (1912); parole di Francis Jammes
- 7 Poèmes de La connaissance de l'est, Op.7 (1912–1913); parole di Paul Claudel
- Alissa, Song Cycle per soprano e pianoforte, Op.9 (1913, revisione 1930); parole di André Gide
- 3 Poèmes en prose de Lucile de Chateaubriand, Op.10 (1913); parole di Lucile de Chateaubriand
- 3 Poèmes romantiques, set 1, Op.11 (1913–1914)
- 3 Poèmes romantiques, set 2, Op.19 (1914)
- 4 Poèmes de Léo Latil, Op.20 (1914); parole di Léo Latil
- Le château, Op.21 (1914); ciclo di 8 canzoni; parole di Armand Lunel
- Poème de Gitanjali, Op.22 (1914); parole di Rabindranath Tagore; traduzione di André Gide
- 4 Poèmes de Paul Claudel per baritono e pianoforte, Op.26 (1915–1917); parole di Paul Claudel
- D'un cahier inédit du journal d'Eugénie de Guérin, Op.27 (1915); ciclo di 3 canzoni; parole di Eugénie de Guérin
- L'arbre exotique, Op.28 (1915); parole di Chevalier Gosse
- 2 Poèmes d'amour, Op.30 (1915); parole di Rabindranath Tagore
- 2 Poèmes de Coventry Patmore, Op.31 (1915); originale English parole di Coventry Patmore; traduzione di Paul Claudel
- Poèmes juifs, Op.34 (1916); 8 canzoni
- Child Poems, Op.36 (1916); 5 canzoni; parole di Rabindranath Tagore
- 3 Poèmes, Op.37 (1916); anche con orchestra da camera; parole di Christina Rossetti e Alice Meynell
- Chanson bas, Op.44 (1917); 8 canzoni; parole di Stéphane Mallarmé
- Dans les rues de Rio (2 versos cariocas de Paul Claudel), Op.44a (1917); parole di Paul Claudel
- 2 Poèmes de Rimbaud, Op.45 (1917); parole di Arthur Rimbaud
- À la Toussaint, Op.47 (1911); parole di Baronne de Grand Maison
- 4 Poèmes de Francis Jammes, Set 4, Op.50 (1918); parole di Francis Jammes
- 2 Petits airs, Op.51 (1918); parole di Stéphane Mallarmé
- Poèmes de Francis Thompson, Op.54 (1919); parole di Francis Thompson; traduzione di Paul Claudel
- Les soirées de Pétrograd, Op.55 (1919); 12 canzoni; parole di R. Chaput
- 3 Poèmes de Jean Cocteau, Op.59 (1920); parole di Jean Cocteau
- Catalogue de fleurs per voce e pianoforte o 7 strumenti, Op.60 (1920); parole di Lucien Daudet
- Feuilles de température, Op.65 (1920); 3 canzoni; parole di Paul Morand
- Poème du journal intime de Léo Latil per baritono e pianoforte, Op.73 (1921); parole di Léo Latil
- 6 Chants populaires hébraïques per voce e pianoforte o orchestra, Op.86 (1925)
- Pièce de circonstance, Op.90 (1926); parole di Jean Cocteau
- Impromptu, Op.91 (1926); parole di Jean Cocteau
- Prières journalières à l'usage des juifs du Comtat Venaissin, Op.96 (1927); 3 canzoni; testo biblico
- Vocalise, Op.105 (1928)
- Quatrain à Albert Roussel, Op.106 (1929); parole di Francis Jammes
- A Flower Given to My Child (1930); parole di James Joyce
- Le funeste retour (Chanson de marin sur un texte canadien du XVIIè siècle), Op.123 (1933)
- Liturgie contadine: chants de Rosch Haschanah, 5 canzoni per voce e pianoforte o orchestra da camera, Op.125 (1933)
- 2 Chansons de Madame Bovary, Op.128d (1933); parole di Gustave Flaubert
- Le cygne, Op.142 (1935); 2 versioni; parole di Paul Claudel
- Quatrain, Op.143 (1935); parole di Albert Flament
- 3 Chansons de négresse  per voce e orchestra o pianoforte, Op.148b (1935–1936); parole di Jules Supervielle
- Chansons de théâtre, Op.151b (1936); 6 canzoni; parole di Jules Supervielle, R. Lenormand, G. Pitoeff
- 3 Chansons de troubadour, Op.152b (1936); parole di Jean Valmy-Baisse
- 5 Chansons de Charles Vildrac per voce e pianoforte o orchestra da camera, Op.167 (1937); parole di Charles Vildrac
- Rondeau, Op.178 (1937); parole di Pierre Corneille
- Airs populaires palestiniens, Op.179 (1937)
  1. Holem tsuadi
  2. Gam hayom
- Quatrain, Op.180 (1937); parole di Stéphane Mallarmé
- La couronne de gloire, Cantata per voce ed ensemble da camera (flauto, tromba, quartetto d'archi) o pianoforte, Op.211 (1940); parole di Solomon ibn Gabirol, Armand Lunel
- Le voyage d'été, Op.216 (1940); parole di Camille Paliard
- 4 Chansons de Ronsard per voce e orchestra o pianoforte, Op.223 (1940); parole di Pierre de Ronsard
- 5 Prières per voce e organo (o pianoforte), Op.231c (1942); Latin liturgical texts adattato da Paul Claudel
- Rêves, Op.233 (1942); testo anonimo del Ventesimo secolo
- La libération des Antilles, Op.246 (1944); parole di Henri Hoppenot
- Printemps lointain, Op.253 (1944); parole di Francis Jammes
- Chants de misère, Op.265 (1946); parole di Camille Paliard
- 3 Poèmes, Op.276 (1947); parole di Jules Supervielle
- Ballade nocturne, Op.296 (1949); parole di Louise Lévèque de Vilmorin
- Les temps faciles, Op.305 (1950); parole di Marsan
- Petites légendes, Op.319 (1952); parole di Maurice Carême
- Fontaines et sources per voce e orchestra o pianoforte, Op.352 (1956); 6 canzoni; parole di Francis Jammes
- Tristesses, Op.355 (1956); ciclo di 24 canzoni; parole di Francis Jammes
- Préparatif à la mort en allégorie maritime, Op.403 (1963); parole di Agrippa d'Aubigné
- L'amour chanté, Op.409 (1964); 9 canzoni

### Voce (o voce recitante) ed ensemble
- 3 Poèmes, Op.37 (1916); anche con pianoforte; parole di Christina Rossetti e Alice Meynell
- Le retour de l'enfant prodigue, cantata per 5 voci ed ensemble da camera o 2 pianoforti, Op.42 (1917); parole di André Gide
- Psaumes 136 et 129 per baritono e orchestra, Op.53 (1918–1919); traduzione di Paul Claudel
- Machines agricoles, 6 Pastorali per voce e 7 strumenti, Op.56 (1919); testi presi da un catalogo di macchine agricole
- Catalogue de fleurs per voce ed ensemble da camera (o pianoforte), Op.60 (1920); parole di Lucien Daudet
- Cocktail per voce e 3 clarinets, Op.69 (1920); parole di Larsen
- 4 Poèmes de Catulle per voce e violino, Op.80 (1923); parole di Gaio Valerio Catullo
- 6 Chants populaires hébraïques per voce e pianoforte o orchestra, Op.86 (1925)
- 3 Chansons de négresse  per voce e orchestra o pianoforte, Op.148b (1935–1936); parole di Jules Supervielle
- Liturgie comtadine: chants de Rosch Haschanah, 5 canzoni per voce e pianoforte o orchestra da camera, Op.125 (1933)
- 5 Chansons de Charles Vildrac per voce e pianoforte o orchestra da camera, Op.167 (1937); parole di Charles Vildrac
- Cantate nuptial per voce e orchestra, Op.168 (1937); testo biblico da Song di Solomon
- Cantate de l'enfant et de la mère per narratore, quartetto d'archi e pianoforte, Op.185 (1938); story di Maurice Carême
- Les quatre éléments, Cantata per soprano e orchestra, Op.189 (1938, revised 1956); parole di Robert Desnos
- La couronne de gloire, Cantata per voce ed ensemble da camera (flauto, tromba, quartetto d'archi) o pianoforte, Op.211 (1940); parole di Solomon ibn Gabirol, Armand Lunel
- 4 Chansons de Ronsard per voce e orchestra o pianoforte, Op.223 (1940); parole di Pierre de Ronsard
- Caïn et Abel per voce recitante e orchestra, Op.241 (1944); testo biblico da Genesis
- Fontaines et sources, 6 canzoni per voce e orchestra o pianoforte, Op.352 (1956); parole di Francis Jammes
- Neige sur la fleuve per voce ed ensemble da camera, Op.391 (1961); parole di Tsang Yung
- Suite de quatrains, 18 poesie per voce recitante ed ensemble da camera, Op.398 (1962); parole di Francis Jammes
- Adieu, Cantata per voce, flauto, viola e harp, Op.410 (1964); parole di Arthur Rimbaud
- Cantate de psaumes per baritono e orchestra, Op.425 (1967); Psalms 129, 146, 147, 128, 127, 136 (Psalms 129 e 136 da Op.53); traduzione di Paul Claudel

### 2 o più voci
- 2 Poèmes per quartetto vocale, Op.39 (1916–1918); testo di Leotecario, René Chalupt
- 2 Poèmes tupis, Op.52 (1918); 4 voci femminili e battimani; American Indian testo
- 2 Élégies romaines, Op.114 (1932); per 2 soprani e 2 contralti o coro femminile; testo di Johann Wolfgang von Goethe
- Adam per soprano, 2 tenors e 2 baritones, Op.411 (1964); testo di Jean Cocteau

### 2 o più voci e pianoforte
- 2 Poèmes du Gardener, Op.35 (1916–1917); per 2 voci e pianoforte; parole di Rabindranath Tagore e Elisabeth Sainte-Marie Perrin
- No.34 de L'église habillée de feuilles, Op.38 (1916); per quartetto vocale e pianoforte a sei mani; parole di Francis Jammes

### 2 o più voci ed ensemble
- Pan et la Syrinx per soprano, baritono, quartetto vocale e legni quartet e pianoforte, Op.130 (1934); parole di Pierre-Antoine-Augustin de Piis, Paul Claudel
- Cantate de l'Homme per quartetto vocale, voce recitante ed ensemble da camera, Op.164 (1937); parole di Robert Desnos
- Prends cette rose per soprano, tenore e orchestra, Op.183 (1937); parole di Pierre de Ronsard
- 3 Élégies per soprano, tenore e orchestra d'archi, Op.199 (1939); parole di Francis Jammes
- Suite de sonnets, Cantata su versi del sedicesimo secolo per quartetto vocale ed ensemble da camera, Op.401 (1963)
- Hommage à Comenius, Cantata per soprano, baritono e orchestra, Op.421 (1966); testo di John Amos Comenius

## Musica per il teatro
- Agamemnon, Op.14 (1913–1914); L'Orestie d'Eschyle (prima parte dell'Orestea) per soprano, coro virile e orchestra; Paul Claudel traduzione del dramma di Eschilo; première 1927
- Protée, Op.17 (1913–1919); per coro e orchestra; soggetto di Paul Claudel; II versione, Op.341
- Les Choéphores, Op.24 (1915); L'Orestie d'Eschyle (Orestiean Trilogy No.2); Paul Claudel traduzione del dramma di Eschilo; première 1919
- L'ours et la lune (1918); soggetto di Paul Claudel
- L'annonce faite à Marie, Op.117 (1932); per 4 voci e orchestra da camera; soggetto di Paul Claudel; II versione, Op.231
- Le château des papes, Op.120 (1932); per orchestra; soggetto di André de Richaud
- Se plaire sur la même fleur, Op.131 (1934) per voce e pianoforte; soggetto di Moreno, traduzione di Casa Fuerte
- Le ciclo de la création, Op.139 (1935); per voce, coro e orchestra; soggetto di Sturzo
- Le faiseur, Op.145 (1935) per flauto, clarinetto, sassofono e percussioni; soggetto di Honoré de Balzac
- Bolivar, Op.148 (1935–1936); per voce, coro e orchestra da camera; soggetto di Jules Supervielle
- La folle du ciel, Op.149 (1936); soggetto di Henri-René Lenormand
- Tu ne m'échapperas jamais, Op.151 (1936); soggetto di Margaret Kennedy
- Bertran de Born, Op.152a (1936); per solisti, coro e orchestra; soggetto di Valmy-Baisse
- Le trompeur de Séville, Op.152e (1937); soggetto di André Obey
- Le quatorze juillet, Op.153 (1936); Introduction e Marche funèbre per il finale del primo atto; soggetto di Romain Rolland
- Le conquérant, Op.154 (1936); per orchestra da camera; soggetto di Jean Mistler
- Amal, ou La lettre du roi, Op.156 (1936); per pianoforte, violino e clarinetto; soggetto di Rabindranath Tagore e André Gide
- Le voyageur sans bagage (The Traveller without Luggage), Op.157 (1936); per pianoforte, violino e clarinetto; soggetto di Jean Anouilh
- Jules César, Op.158 (1936); per flauto, clarinetto (o sassofono), tromba, tuba e percussioni; soggetto di William Shakespeare
- La duchesse d'Amalfi, Op.160 (1937); per oboe, clarinetto e fagotto; Henri Fluchère da John Webster
- Roméo et Juliette, Op.161 (1937); per oboe, clarinetto e fagotto; Simone Jollivet play da Pierre Jean Jouve e William Shakespeare
- Liberté, Op.163 (1937); Overture e Interlude
- Le médecin volant, Op.165 (1937); per pianoforte e clarinetto (o sassofono); soggetto di Charles Vildrac da Molière
- Naissance d'une cité, Op.173 (1937); 2 canzoni per voce e pianoforte (o orchestra); parole di Jean Richard Bloch
  1. Chanson du capitaine
  2. Java de la femme
- Macbeth, Op.175 (1937); per flauto, clarinetto, fagotto, violino, violoncello, tromba e percussioni; soggetto di William Shakespeare
- Hécube, Op.177 (1937); per flauto, clarinetto, fagotto, tromba e percussioni; André de Richaud traduzione del dramma di Euripides
- Plutus, Op.186 (1938); per voce e orchestra; Simone Jollivet traduzione del dramma di Aristofane
- Tricolore, Op.190 (1938); soggetto di Pierre Lestringuez
- Le bal des voleurs, Op.192 (1938); per clarinetto e sassofono; soggetto di Jean Anouilh
- La première famille, Op.193 (1938); soggetto di Jules Supervielle
- Hamlet, Op.200 (1939); soggetto di Jules Laforgue
- Un petit ange de rien du tout, Op.215 (1940); soggetto di Claude-André Puget
- L'annonce faite à Marie, Op.231 (1942); II versione dell'Op.117; soggetto di Paul Claudel
- Lidoire, Op.264 (1946); soggetto di Georges Courteline
- La maison de Bernarda Alba, Op.280 (1947); soggetto di Federico García Lorca
- Shéhérazade, Op.285 (1948); soggetto di Jules Supervielle
- Le jeu de Robin et Marion, Op.288 (1948); per voce, flauto, clarinetto, sassofono, violino e violoncello; adattato da Adam de la Halle
- Le conte d'hiver, Op.306 (1950); Claude-André Puget traduzione di the Shakespeare play
- Christophe Colomb, Op.318 (1952); per coro e orchestra; soggetto di Paul Claudel
- Saül, Op.334 (1954); soggetto di André Gide
- Protée, Op.341 (1955); II versione dell'Op.17; soggetto di Paul Claudel
- Juanito, Op.349 (1955); soggetto di Pierre Humblot
- Mother Courage, Op.379 (1959); soggetto di Bertolt Brecht
- Judith , Op.392 (1961); soggetto di Jean Giraudoux
- Jérusalem à Carpentras, Op.419 (1966); soggetto di Armand Lunel
- L'histoire de Tobie et Sarah, Op.426 (1968); soggetto di Paul Claudel

## Opere varie per il teatro
- La sagesse, Spettacolo per 4 voci, voce recitante, coro misto e orchestra, Op.141 (1935); parole di Paul Claudel
- Fête de la musique, Spettacolo di luci e acqua, Op.159 (1937); parole di Paul Claudel
- Vézelay, la colline éternelle, Op.423 (1967)

## Colonne sonore
- The Beloved Vagabond (1915)
- Le roi de Camargue (1921); musica anche di Henri Sauguet; diretto da André Hugon
- Actualités, Op.104 (1928)
- La p'tite Lilie, Op.107 (1929); diretto da Alberto Cavalcanti
- Las Hurdes: Tierra Sin Pan (1932); diretto da Luis Buñuel
- Hallo Everybody, Op.126 (1933); diretto da Hans Richter
- Madame Bovary, Op.128 (1933); diretto da Jean Renoir
- L'hippocampe, Op.137 (1934); diretto da Jean Painlevé
- Tartarin de Tarascon, Op.138 (1934); diretto da Raymond Bernard
- Voix d'enfants, Op.146 (1935); diretto da Reynaud
- Le vagabond bien-aimé (L'amato vagabondo), Op.150 (1936); diretto da Curtis Bernhardt
- Mollénard, Op.174 (1937); diretto da Robert Siodmak
- La citadelle du silence, Op.176 (1937); in collaborazione con Arthur Honegger; diretto da Marcel L'Herbier
- Grands feux, Op.182 (1937); diretto da Alexandre Alexeiev
- La conquête du ciel, Op.184 (1937); diretto da Hans Richter
- La tragédie impériale (a.k.a. Rasputin), Op.187 (1938); diretto da Marcel L'Herbier
- Les otages (The Mayor's Dilemma), Op.196 (1938); diretto da Raymond Bernard
- The Islanders, Op.198 (1939); diretto da Maurice Harvey
- Espoir (Man's Hope), Op.202 (1939); scritto e diretto da André Malraux e Boris Peskine
- Cavalcade d'amour (Love Cavalcade), Op.204); in collaborazione con Arthur Honegger; diretto da Raymond Bernard
- Gulf Stream, Op.208 (1939); diretto da Alexandre Alexeiev
- The Private Affairs di Bel Ami, Op.272 (1946); diretto da Albert Lewin
- Dreams That Money Can Buy, Op.273 (1947); solo la sequenza Ruth, Roses e Revolvers; diretto da Hans Richter
- Gauguin, Op.299 (1950); diretto da Alain Resnais
- La vie commence demain (Life Begins Tomorrow), Op.304 (1950); musica anche di Manuel Rosenthal; scritto e diretto da Nicole Védrès
- Ils étaient tous des volontaires, Op.336 (1954)
- Rentrée des classes (1956); cortometraggio; diretto da Jacques Rozier
- Celle qui n'était plus (Histoire d'une folle), Op.364 (1957); diretto da G. Colpi
- Péron et Evita, Op.372 (1958); documentario storico per la televisione narrato da Walter Cronkite
- Burma Road e the Hump, Op.375 (1959); documentario storico per la televisione narrato da Walter Cronkite
- Paul Claudel, Op.427 (1968); diretto da A. Gillet

## Musica per la radio
- Voyage au pays du rêve, Op.203 (1939)
- Le grand testament, Op.282 (1948)
- La fin du monde, Op.297 (1949); di Blaise Cendrars
- Le repos du septième jour, Op.301 (1950); di Paul Claudel
- Samaël, Op.321 (1953); di André Spire
- Le dibbouk, Op.329 (1953); di S. Ansky

## Musica elettroacustica
- Étude poétique, Op.333 (1954)
- La rivière endormie (1954)